# X Base
X Base, der Computer Future Club, war eine Jugendsendung des ZDF mit dem Schwerpunkt Computerspiele und Multimedia. Sie wurde vom 3. Oktober 1994 bis zum 31. März 1995 ausgestrahlt. Insgesamt wurden 144 Folgen produziert. Die Sendung lief live Montag bis Samstag von 15:30 bis 16 Uhr und wurde jeweils von einem Mann und einer Frau sowie dem virtuellen Co-Moderator Eddy Hiscore moderiert. In den täglichen Sendungen wurden bei diversen Computer- und Konsolenspielen zwischen Studiogästen, sowie Spielern, die per Touch Tone von Zuhause oder von mobilen Terminals in Vobis-Filialen teilnahmen, ein Tagessieger erspielt. Bei späteren Sendungen wurden anschließend Wochensieger und Monatssieger ermittelt. X Base war eine der ersten ZDF-Sendungen im 16:9-Format.
Weitere Elemente der Sendung waren Spieletests, Reportagen und Studiogäste aus dem Bereich Computer- und Popkultur. Beendet wurde jede Folge mit einem musikalischen Beitrag, entweder über den Auftritt einer Band im Studio oder mit einem Musikvideo-Clip, der aber (fast immer) nur unvollständig gezeigt und schließlich mit dem Logo der Produktionsfirma MME Me, Myself & Eye Entertainment abgeschnitten wurde.

## Geschichte
X Base basierte auf einer Idee von MME-Geschäftsführer Christoph Post mit dem Arbeitstitel „On-Show“. MME stellte das Konzept Hubert Burda vor und gründete mit ihm gemeinsam eine Produktionsgesellschaft. Burda überzeugte ZDF-Intendant Dieter Stolte bei einem Spaziergang von der Idee. Stolte beauftragte daraufhin die Hauptredaktion von Josef Göhlen mit der Redaktion der Sendung. Produziert wurde sie in den RIVA-Fernsehstudios in Unterföhring bei München. Für den Vorspann der Sendung wurde das Lied „Love Religion“ des Musikprojektes U 96 verwendet.
Wegen schlechter Quoten und hoher Kosten entschied das ZDF sich im Januar 1995, die Sendung zu Ende März abzusetzen. Das Finale der Monatssieger, das ursprünglich nach einem Jahr stattfinden sollte, wurde vorgezogen.

## Moderatoren
- Katharina Schwarz, die unter anderem auch Film ab, ein Film-Magazin auf dem Musiksender VIVA, moderierte.
- Tanja Moldehn, war in einer Episode des ZDF Verkehrsgerichts als Unfallopfer zu sehen.
- Niels Ruf, der später unter anderem die Sendung Kamikaze bei Viva Zwei moderierte.
- Juri Tetzlaff, der als Praktikant bei der Sendung begonnen hatte, ersetzte Niels Ruf nach dessen Kündigung.[3] Er ist heute vor allem als Moderator beim KiKA tätig.
- Andreas von Lepel, entwickelte seit 1982 Computerspiele für den internationalen Markt, seit 2000 unter anderem in leitenden Positionen bei verschiedenen Verlagen tätig.[4]

## Rezeption
Die Süddeutsche Zeitung rezensierte X Base positiv mit den Worten „Breiter, bunter, schneller - so muss modernes Kinderfernsehen aussehen.“ Der Spiegel hingegen schrieb, die hektische Ästhetik der Sendung überfordere „selbst MTV-geübte Augen“.
Die Versuche von X Base, durch jugendliches Auftreten besonders jüngere Computerspieler anzusprechen, wurde von der Computerspiele-Fachpresse gerne parodiert. So erschien zum Beispiel in Heft 12/1994 der Computerspielezeitschrift PC Player auf der beiliegenden CD-ROM in der Rubrik „Multimedia-Leserbriefe“ die X-Base-Parodie „Poing Base“. Es folgten weitere X-Base-Parodien bei PC Player. Auch Oliver Kalkofe veräppelte eine Sendung, in der „Donkey Kong Country“ für das Nintendo SNES vorgestellt wurde, indem er sich in ein Affenkostüm zwängte und mit Bananen bewerfen ließ.